# Olympische Zwischenspiele 1906/Schwimmen
| Schwimmen bei den Olympischen Zwischenspielen | Schwimmen bei den Olympischen Zwischenspielen |
| Olympische Ringe · Schwimmen                  | Olympische Ringe · Schwimmen                  |
| Informationen                                 | Informationen                                 |
| --------------------------------------------- | --------------------------------------------- |
| Teilnehmer:                                   | 43 Athleten                                   |
| Datum:                                        | 24. April–25. April                           |
| Wettkampfort:                                 | Paleo Faliro                                  |
| Entscheidungen:                               | 4                                             |
| Olympische Ringe                              | Schwimmen                                     |

| Olympische Zwischenspiele 1906 (Medaillenspiegel Schwimmen) | Olympische Zwischenspiele 1906 (Medaillenspiegel Schwimmen) | Olympische Zwischenspiele 1906 (Medaillenspiegel Schwimmen) | Olympische Zwischenspiele 1906 (Medaillenspiegel Schwimmen) | Olympische Zwischenspiele 1906 (Medaillenspiegel Schwimmen) | Olympische Zwischenspiele 1906 (Medaillenspiegel Schwimmen) |
| Platz                                                       | Mannschaft                                                  | Goldmedaillen                                               | Silbermedaillen                                             | Bronzemedaillen                                             | Total                                                       |
| ----------------------------------------------------------- | ----------------------------------------------------------- | ----------------------------------------------------------- | ----------------------------------------------------------- | ----------------------------------------------------------- | ----------------------------------------------------------- |
| 01                                                          | Großbritannien                                              | 1                                                           | 2                                                           | 2                                                           | 5                                                           |
| 02                                                          | Ungarn                                                      | 1                                                           | 1                                                           | —                                                           | 2                                                           |
| 03                                                          | Österreich                                                  | 1                                                           | —                                                           | 1                                                           | 2                                                           |
| 04                                                          | Vereinigte Staaten                                          | 1                                                           | —                                                           | —                                                           | 1                                                           |
| 05                                                          | Deutsches Reich                                             | —                                                           | 1                                                           | —                                                           | 1                                                           |
| 06                                                          | Australien                                                  | —                                                           | —                                                           | 1                                                           | 1                                                           |

Bei den Olympischen Zwischenspielen 1906 in Athen wurden 4 Wettbewerbe im Freistilschwimmen ausgetragen. Die Wettbewerbe fanden im offenen Wasser der Meeresbucht von Kea bei Phaleron statt.

## Männer

### 100 m Freistil
| Platz | Land | Athlet            | Zeit (min) |
| ----- | ---- | ----------------- | ---------- |
| 1     | USA  | Charles Daniels   | 1:13,4     |
| 2     | HUN  | Zoltán von Halmay | k. A.      |
| 3     | AUS  | Cecil Healy       | k. A.      |

Die 100 m wurden durchgehend ohne Wende geschwommen.

### 400 m Freistil
| Platz | Land | Athlet             | Zeit (min) |
| ----- | ---- | ------------------ | ---------- |
| 1     | AUT  | Otto Scheff        | 6:24,0     |
| 2     | GBR  | Henry Taylor       | 6:26,0     |
| 3     | GBR  | John Arthur Jarvis | k. A.      |

Die 400 m wurden durchgehend ohne Wende geschwommen. Es gab nur den Endlauf mit 6 Schwimmern.

### 4 × 250 m Freistil
| Platz | Land | Athlet                                                           | Zeit (min) |
| ----- | ---- | ---------------------------------------------------------------- | ---------- |
| 1     | HUN  | József Ónody, Géza Kiss, Henrik Hajós, Zoltán von Halmay         | 16:52,4    |
| 2     | GER  | Ernst Bahnmayer, Emil Rausch, Oskar Schiele, Max Pape            | 17:16,2    |
| 3     | GBR  | John Derbyshire, Henry Taylor, William Henry, John Arthur Jarvis | k. A.      |

Start und Wende erfolgten im Wasser. Nach 125 m wurde um eine Boje gewendet.

### 1 Meile (1609 m) Freistil
| Platz | Land | Athlet             | Zeit (min) |
| ----- | ---- | ------------------ | ---------- |
| 1     | GBR  | Henry Taylor       | 28:28,0    |
| 2     | GBR  | John Arthur Jarvis | 30:07,6    |
| 3     | AUT  | Otto Scheff        | 30:53,4    |

Der Start erfolgte im Wasser. Nach 804,5 m wurde um eine Boje gewendet.